# Untrue
Untrue ist das zweite Studioalbum des britischen Musikproduzenten Burial. Es erschien im November 2007 auf dem Label Hyperdub und hatte großen Einfluss auf die Entstehung des Dubstep-Genres. Der Popkritiker Simon Reynolds bezeichnete Untrue 2017 als das „wichtigste Album der elektronischen Musik des 21. Jahrhunderts.“

## Hintergrund
Burial alias William Emmanuel Bevan produzierte Untrue zwischen 2006 und 2007 auf einem Heimcomputer mit dem Audioeditor Sound Forge von Sony. Das Album besteht überwiegend aus Samples, die Burial nachbearbeitete, etwa in Tempo und Tonhöhe oder mit Hall verstärkte. Zudem setzte er Loops, Fuzz- und Phaser-Effekte ein und fügte das Knistern von Plattenspielern hinzu. Burial bezog Samples aus R&B-Songs (darunter Usher, Aaliyah und Beyoncé), Videospielen (Metal Gear Solid 2: Sons of Liberty, Silent Hill 3) und Filmen (Inland Empire, Alien 3), aber auch YouTube-Clips.
Untrue wird den Genres Dubstep und UK Garage zugeordnet, Musikjournalisten zogen auch Vergleiche mit Ambient, 2-Step, Jungle, Drum and Bass und Trip-Hop, um Burials Musik zu beschreiben, die mehrfach als emotional und atmosphärisch sowie als „gespenstisch“, „melancholisch“ und „vernebelt“ bezeichnet und daher in Verbindung mit dem ästhetischen Konzept der Hauntology (nach Derrida) gebracht wurde. Burial gab die britische Raveszene und den Garage-Musiker Todd Edwards als Einflüsse an.
Die digitale und CD-Version von Untrue umfassen 13 Tracks, auf LP erschien es zunächst als 12″-Doppelalbum mit nur 9 Tracks und einer Laufzeit von 39 Minuten. Erst 2016 veröffentlichte Hyperdub das Album vollständig auf Vinyl.

## Titelliste
CD-Version:
1. Untitled – 0:46
2. Archangel – 3:58
3. Near Dark – 3:54
4. Ghost Hardware – 4:53
5. Endorphin – 2:57
6. Etched Headplate – 5:59
7. In McDonalds – 2:07
8. Untrue – 6:16
9. Shell of Light – 4:40
10. Dog Shelter – 2:59
11. Homeless – 5:20
12. UK – 1:40
13. Raver – 4:59

Bonustracks (Japan):
1. Shutta – 5:02
2. Exit Woundz – 5:49

LP-Version:
1. Archangel – 3:58
2. Near Dark – 3:54
3. Homeless – 5:20
4. Shell of Light – 4:40
5. Raver – 4:59
6. Etched Headplate – 5:59
7. Untrue – 6:16
8. UK – 1:40
9. Endorphin – 2:57

## Rezeption
Untrue gilt als stilbildendes Album der zeitgenössischen Electronica, das zahlreiche DJs und Genrevertreter wie  Jamie XX oder Mount Kimbie beeinflusste. 2008 war es für den Mercury Prize nominiert.
Das Magazin Rolling Stone wählte Untrue auf Platz 11 der 30 besten EDM-Alben aller Zeiten.
Pitchfork führt es auf Platz 41 der 200 besten Alben der 2000er Jahre sowie auf Platz 10 der 50 besten Alben 2007.
In der Jahresliste des Guardians belegt es Platz 9.
Der Musikexpress wählte Untrue auf Platz 12 der 50 besten Alben des neuen Jahrtausends.
In der Aufstellung der 300 besten Alben aus dem Zeitraum 1985 bis 2014 der Zeitschrift Spin belegt das Album Platz 39.
Das Online-Magazin PopMatters kürte Untrue zum besten Album der 2000er Jahre.
Die Zeitung Telegraph nahm Untrue in eine Auswahl von „50 Amazing Albums You’ve Probably Never Heard“ auf.
Der Metascore des Albums beträgt 90 von 100 möglichen Punkten.